# Tidore
 Tidore  és el nom d'una illa i una ciutat a les illes Maluku ( Moluques ), en Indonèsia oriental, poc a l'oest de l'illa major de Halmahera. En l'època precolonial, Tidore que va ser un important centre polític i econòmic regional, feroçment enfrontat amb la seva veïna septentrional, Ternate.
El kolano o rei de Tidore va començar a estendre els seus dominis al segle xiii i en endavant la tenir un conflicte permanent amb el seu veí el regne de Ternate. Al segle xv Tidore i Ternate eren conegudes com les illes de les Espècies. Els sultans de Tidore que van governar gran part de la regió meridional de Halmahera, i ocasionalment van estendre el seu domini a Buru, Ambon i diverses de les illes de la costa de Papua. L'islam el va introduir Shaykh Mansur, un mercader musulmà. El raja va adoptar el títol de sultà vers el 1495 i el nom de Jalal al-Din. El 1521 hi van arribar alguns sobrevivents de l'expedició de "Magallanes" (Fernando de Magalhaes) i el 1522 els portuguesos hi van poder obrir una factoria. Tidore que va establir una aliança poc estreta amb els espanyols al segle xvi, de manera que els espanyols van erigir una fortalesa d'escassa importància a l'illa. Si bé la desconfiança mútua entre tidoresos i espanyols era intensa, la presència espanyola era de profit per Tidore que al proporcionar ajuda per a resistir les incursions de Ternate, el seu enemic, així com les forces holandeses que comptaven amb una base en aquesta illa. Els portuguesos van intentar establir el seu monopoli del comerç de les espècies a lo que el sultà es va negar i Tidore va rebre suport espanyol mentre els portuguesos dominaven a Ternate. El 1580 les dues corones es van unir i espanyols i portuguesos es van establir a Tidore i hi van restar fins al 1607 any en què la Companyia Holandesa de les Índies Orientals va conquerir Tidore.
A mesura que la força espanyola a la regió va disminuir, el que conclouria amb la seva eventual retirada de tota la regió en 1663, Tidore que es va convertir en un dels regnes més independents de la regió, resistint els intents de control directe per part de la Companyia Holandesa de les Índies Orientals. En particular, sota el regne del sultà Saifudín, entre 1657 i 1689, la cort de Tidore que va emprar els diners obtinguts dels holandesos per la venda d'espècie és en presents que van consolidar els llaços tradicionals que mantenia amb les regions perifèriques. Va obtenir així el respecte i la gratitud de moltes poblacions locals, de manera que no va requerir l'ajuda militar holandesa per a mantenir l'ordre en el regne, a diferència de Ternate.
Tidore que va continuar sent un regne independent, encara que amb freqüents intervencions per part d'Holanda, fins a finals del segle xviii. Igual que Ternate, Tidore que va permetre que el programa holandès d'erradicació dels cultius d'espècies-destinat a consolidar el monopoli del comerç d'espècies gràcies a la restricció de la producció-tingués lloc en els seus territoris. A causa d'això, el regne es va empobrir en el llarg termini, i disminuir la seva capacitat de controlar els territoris confrontants.
El 1797 un príncep de la casa reial, Nuku, amb ajut britànic, va intentar recuperar el poder del sultanat i va derrotar a la flota holandesa (ara Holanda estava sota poder de França) el 1799; però a la mort de Nuku el 1805, Tidore va perdre importància. El 1820 va retornar a control holandès. El 1905 el tron va quedar vacant i el 1909 l'autonomia fou abolida (els sultanats de Halmahera i Jalolo ja havien estat abolits quan el seu darrer sultà fou exiliat el 1832).

## Sultans
- Sultan Saidul Jihad Muhammad Nabus Amiruddin Syah "Jou Barakti" (Nuku) 1797 - 14 de novembre de 1805
- Sultan Jamal Abidin 1805 - 18?
- Sultan Muhammad Tahir "Sultan Mossel" 18? - 1821
- Sultan al-Mansur II 1822 - 1856
- Sultan Ahmad Safiuddin Syah "Sultan Arnold Alting" 1856 - 1865
- Vacant 1865 - 1867
- Sultan Said Ahmad Fathuddin Syah 1867 - 1893
- Sultan Iskandar Shajuddin Nur Amal 1893 - 1904
- Vacant 1905-1909
- Abolit 1909-1999
- Djafar Danoyunus 1999 -